# Barbara March
Barbara March (* 9. Oktober 1953 in Toronto, Ontario; † 11. August 2019) war eine kanadische Schauspielerin. Bekannt wurde sie in der Rolle der Lursa im Star-Trek-Universum.

## Leben
March war eine „erste Generation Kanadierin“. Ihre Eltern stammten aus Polen und waren unter den zehn Prozent, die während des Zweiten Weltkriegs die sibirischen Gulags überlebt hatten.
March studierte an der University of Windsor und erreichte ein B.F.A. in Schauspielkunst. Als Schauspielerin wurde sie sofort akzeptiert, woraufhin sie drei Saisons lang beim kanadischen Stratford Shakespeare Festival arbeitete. Von 1980 bis 1985 trat sie in großen Theatern in ganz Kanada auf, wo sie Rollen wie die Desdemona in Othello, die Jenny in Neil Simons Chapter Two, die Ruth in Harold Pinters The Homecoming und die Joanna in Noël Cowards Present Laughter spielte. 1984 wurde sie für den Genie Award in der Kategorie Beste Hauptdarstellerin für ihre Rolle Val in dem Film Deserters nominiert.
Sie spielte 1985 die Isabella in William Shakespeares Maß für Maß und die Maria in Twelfth Night für das CBC-Fernsehen. 1986 ging sie nach New York City, wo sie im Broadway auftrat. 1989 wurde sie von Michael Kahn ins Guthrie Theatre in Minneapolis eingeladen, um die Titelrolle in Websters Die Herzogin von Amalfi zu spielen. Sie zog dann zusammen mit ihrer Familie nach Los Angeles, wo sie an der Seite von Gwynyth Walsh die Rolle der älteren „Duras-Schwester“ Lursa in den Fernsehserien Raumschiff Enterprise: Das nächste Jahrhundert (1991–1994) und Star Trek: Deep Space Nine (1993) sowie im Film Star Trek: Treffen der Generationen (1994) übernahm.
March war seit August 1979 mit dem Schauspieler Alan Scarfe verheiratet. Beide spielten zusammen in mehreren Theaterstücken und in den Filmen Deserters (1983), Kingsgate (1989) sowie The Portrait (1992) und hatten Auftritte in den Fernsehserien Nachtstreife (1987) und Raumschiff Enterprise: Das nächste Jahrhundert. Sie haben eine Tochter.
Barbara March starb am 11. August 2019 im Alter von 65 Jahren an Krebs.

## Filmografie
- 1983: Deserters
- 1987: Nachtstreife (Night Heat, Fernsehserie, eine Folge)
- 1989: Kingsgate
- 1991: Der Klan der Vampire (Blood Ties, Fernsehfilm)
- 1991: Der beste Spieler weit und breit – Sein höchster Einsatz (The Gambler Returns: The Luck of the Draw, Fernsehfilm)
- 1991–1994: Raumschiff Enterprise: Das nächste Jahrhundert (Star Trek: The Next Generation, Fernsehserie, drei Folgen)
- 1992: L.A. Law – Staranwälte, Tricks, Prozesse (L.A. Law, Fernsehserie, eine Folge)
- 1992: The Portrait
- 1993: Star Trek: Deep Space Nine (Fernsehserie, eine Folge)
- 1994: Star Trek: Treffen der Generationen (Star Trek Generations)
- 1997: Total Security (Fernsehserie, eine Folge)
- 1998: Star Trek: The Next Generation – Klingon Honor Guard (Videospiel, Stimme der Lursa)

## Auszeichnungen
- 1984: Genie-Award-Nominierung in der Kategorie „beste Leistung einer Schauspielerin in einer Hauptrolle“ für Deserters